# Ctenosaura similis
El garrobo negro (Ctenosaura similis), también conocido como iguana rayada, iguana de playa, iguana negra de cola espinosa, tilcampo, chiguipile, tolok, gueishpo, o gueshpo, es un lagarto escamoso iguánido endémico de Centroamérica y México. Fue descrito por el naturalista inglés John Edward Gray en 1831.

## Etimología
El nombre del género Ctenosaura, deriva de las palabras griegas: ctenos (Κτενός), que significa "peine" (esto en referencia a las espinas en forma de peine que recorren la espalda y la cola del lagarto), y saura (σαύρα), que significa "lagarto". El epíteto específico C. similis es de origen latín y significa "similar a", en referencia  a la descripción común que se encuentra en la taxonomía linneana cuando se refiere a un nuevo taxón.

## Descripción

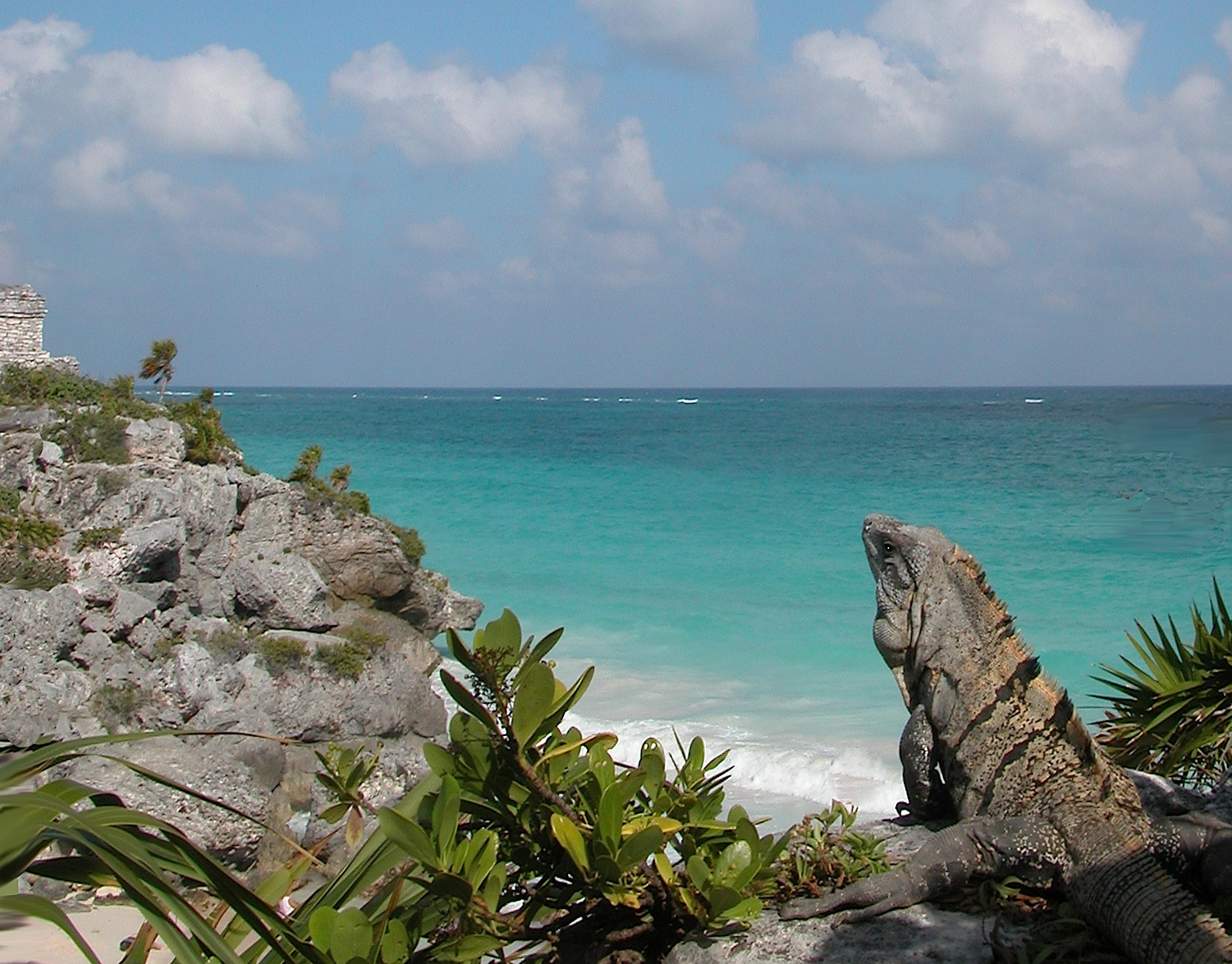
Ctenosaura similis en Tulum, Quintana Roo, México

El garrobo negro junto a C. pectinata, es la especie más grande del género Ctenosaura y ha sido reconocida como el lagarto más rápido de la Tierra (hasta 34,6 km/h) por El Libro Guinness de los récords mundiales. Los machos pueden alcanzar 1.3 m de longitud y las hembras de 80 cm a 1 m. La cabeza es medianamente distintiva del cuerpo. Posee un saco gular fuertemente desarrollado. Sus extremidades son robustas y musculosas. La cola presenta anillos de escamas espinosas muy alargadas. Este iguánido tiene una longitud hocico-cloaca de 27.5 cm a 35 cm. Tienen una cresta de largas espinas que se extiende por el centro de la espalda.  La coloración varía mucho entre los individuos de la misma población, los adultos suelen tener un color gris blanquecino o tostado con una serie de 4 a 12 bandas dorsales bien definidas de color oscuro que se extienden casi hasta las escamas ventrales. Los machos desarrollan un color naranjado con reflejos  de color azul y melocotón en la mandíbula alrededor de la cabeza y la garganta, todo esto durante la temporada de reproducción. Son lagartos diurnos y de rápido movimiento, empleando su velocidad para escapar de depredadores, pero pueden azotar sus colas y morder si son molestados o acorralados. Los garrobos (Ctenosaura) aunque están relacionadas con las iguanas (iguana), se diferencian de estas debido a la ausencia de una gran escama al costado de la cabeza.

### Alimentación

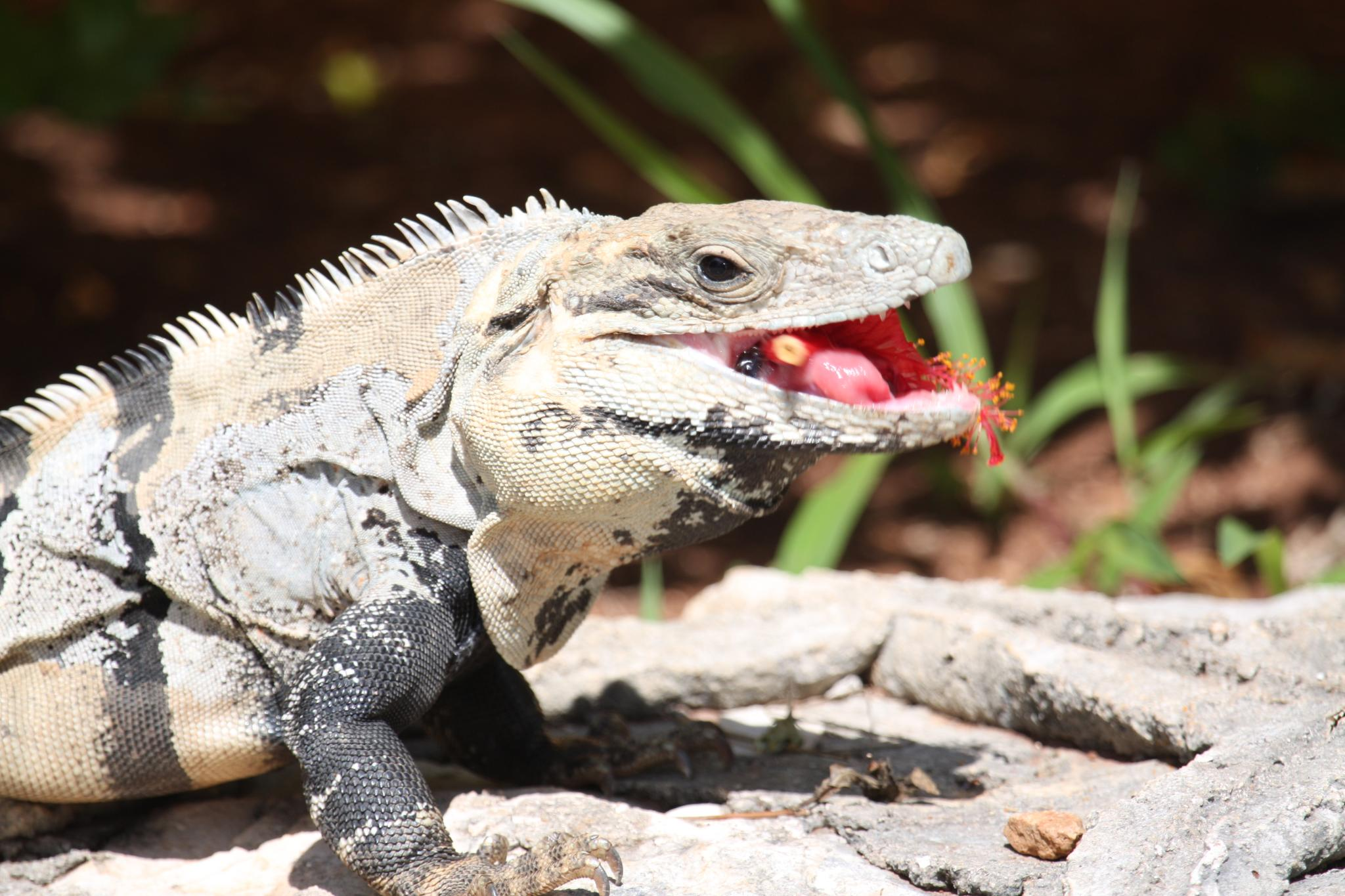
Un ejemplar macho alimentándose de una flor.

Son principalmente herbívoros, alimentándose de flores, hojas, tallos y frutas, pero al ser una especie oportunista, también se alimenta de peces, huevos, aves, roedores e incluso crías de tortugas marinas. Los juveniles tienden a ser insectívoros, volviéndose más herbívoros a medida que crecen. Se sabe que comen la fruta y viven en las ramas del manzanillo de playa, un árbol altamente tóxico para la mayoría de otros animales.

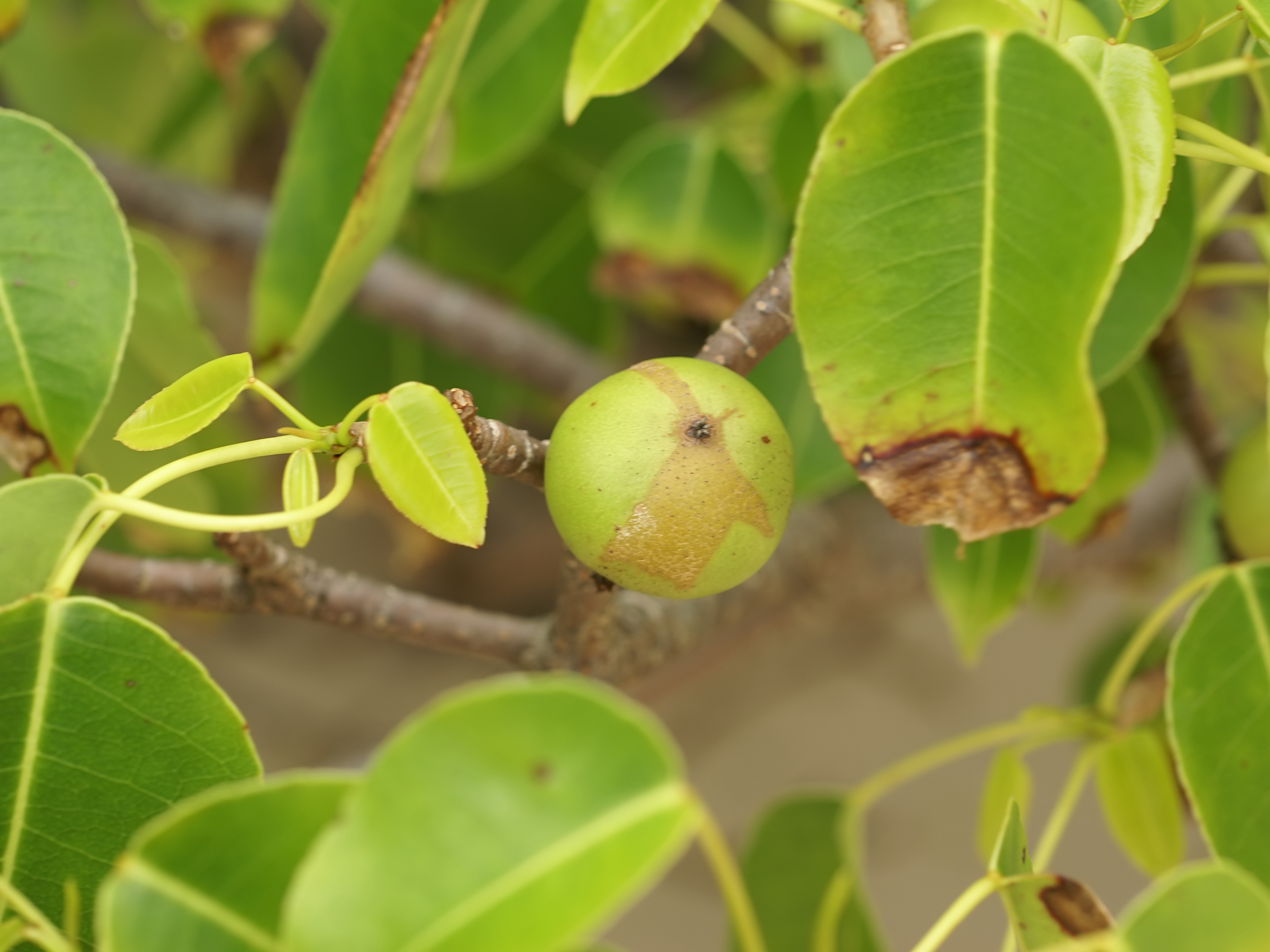
Fruto del manzanillo de playa o de la muerte del cual se alimenta el garrobo negro.

## Distribución y hábitat

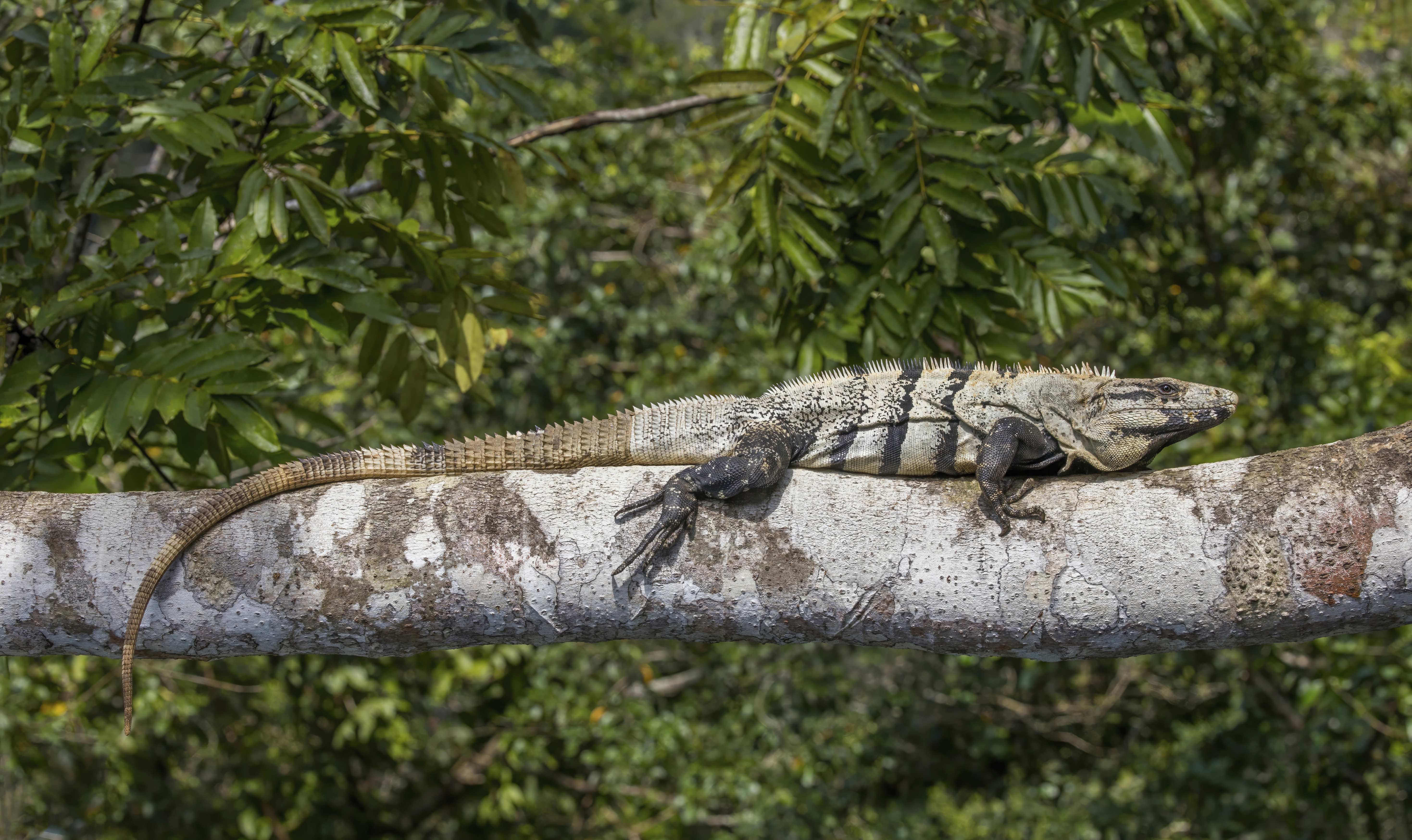
Ctenosaura similis

Los garrobos negros prefieren un hábitat caliente, húmedo o templado en altitudes desde cerca del nivel del mar hasta moderadas, con relieves rocosos con grietas para esconderse y tomar el sol, con árboles cercanos para trepar, debido a que son excelentes escaladores. Es una especie nativa de América Central y tiene el rango más amplio de todas las especies de Ctenosaura, desde el Istmo de Tehuantepec hasta el noreste de Nicaragua y el oeste de Panamá en las costas del Atlántico y el Pacífico respectivamente. Se encuentra comúnmente en todo Costa Rica, Honduras, El Salvador y se ha informado en algunas islas de Colombia del Mar Caribe y el Océano Pacífico.
En México, el garrobo negro ha sido registrado en 21 estados: Sonora, Sinaloa, Nayarit, Colima, Michoacán,  Guerrero,Jalisco, Oaxaca, Chiapas, Estado de México, Ciudad de México, Puebla, Morelos, Nuevo León, Tamaulipas, Zacatecas, San Luis Potosí, Veracruz, Tabasco, Campeche, Quintana Roo y Yucatán.

### Introducción
El garrobo negro se ha introducido en el sur de Florida, expandiéndose en la naturaleza en las siguientes poblaciones salvajes:
- En la costa suroeste de Florida, se distribuye desde el condado de Collier al norte hasta la bahía de Tampa.

- En la costa sureste de Florida, se han encontrado en Key Biscayne, Hialeah y en el condado de Broward.

Este iguánido también ha sido introducida en varias islas del Caribe.

## Reproducción

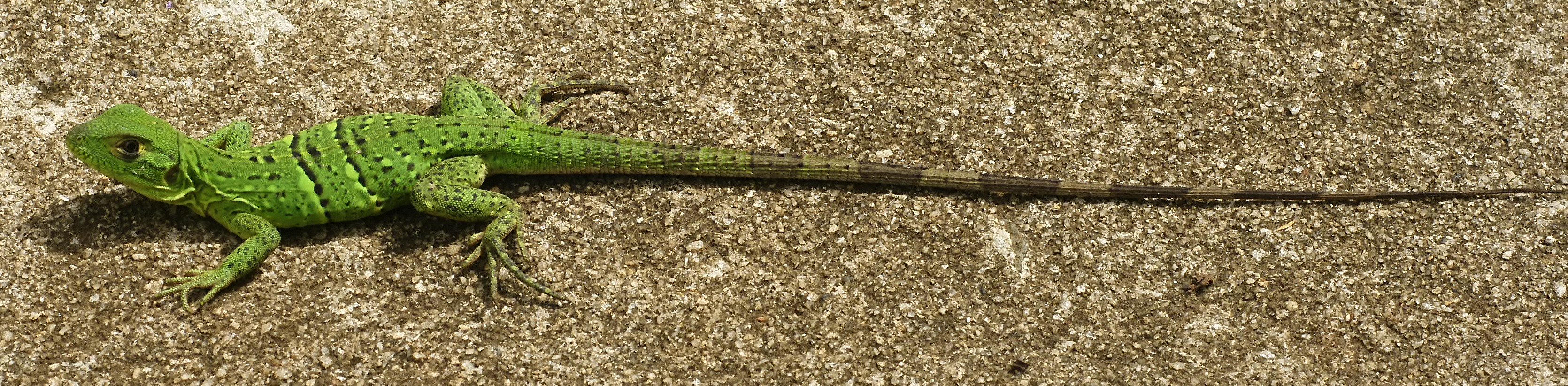
Los juveniles del garrobo negro son típicamente de color verde uniforme.

El apareamiento generalmente ocurre en la primavera. Los machos muestran dominio e interés moviendo la cabeza; eventualmente, el macho perseguirá a la hembra hasta que pueda atraparla y someterla para el apareamiento. Después de ocho a diez semanas, la hembra cavará un nido y pondrá nidadas de hasta 30 huevos. Los huevos eclosionan en 90 días, en dónde las crías excavaran para salir de la arena. Los juveniles son típicamente verdes con marcas  de color marrón, aunque también se han registrado crías totalmente marrones.

### Hibridación
Los herpetólogos Köhler y Blinnn en el año de 2000, Gutsche y Köhler en el año de 2004 y Schulte en el año de 2007, presentaron evidencia de hibridación natural entre C. similis. y C. bakeri.

## Estado de conservación
En México, la NOM-059-SEMARNAT-2010 considera a esta iguana como Amenazada; la UICN 2019-1 como de Preocupación menor. Los principales factores de riesgo que amenazan a la especie son la fragmentación y disminución de su hábitat y el consumo de su carne, piel y huevos. Asimismo, la presencia de asentamientos humanos en las áreas costeras es un factor importante de desplazamiento para muchas especies; así como la fragmentación de las selvas y la devastación de manglares.

## Galería

Garrobo negro
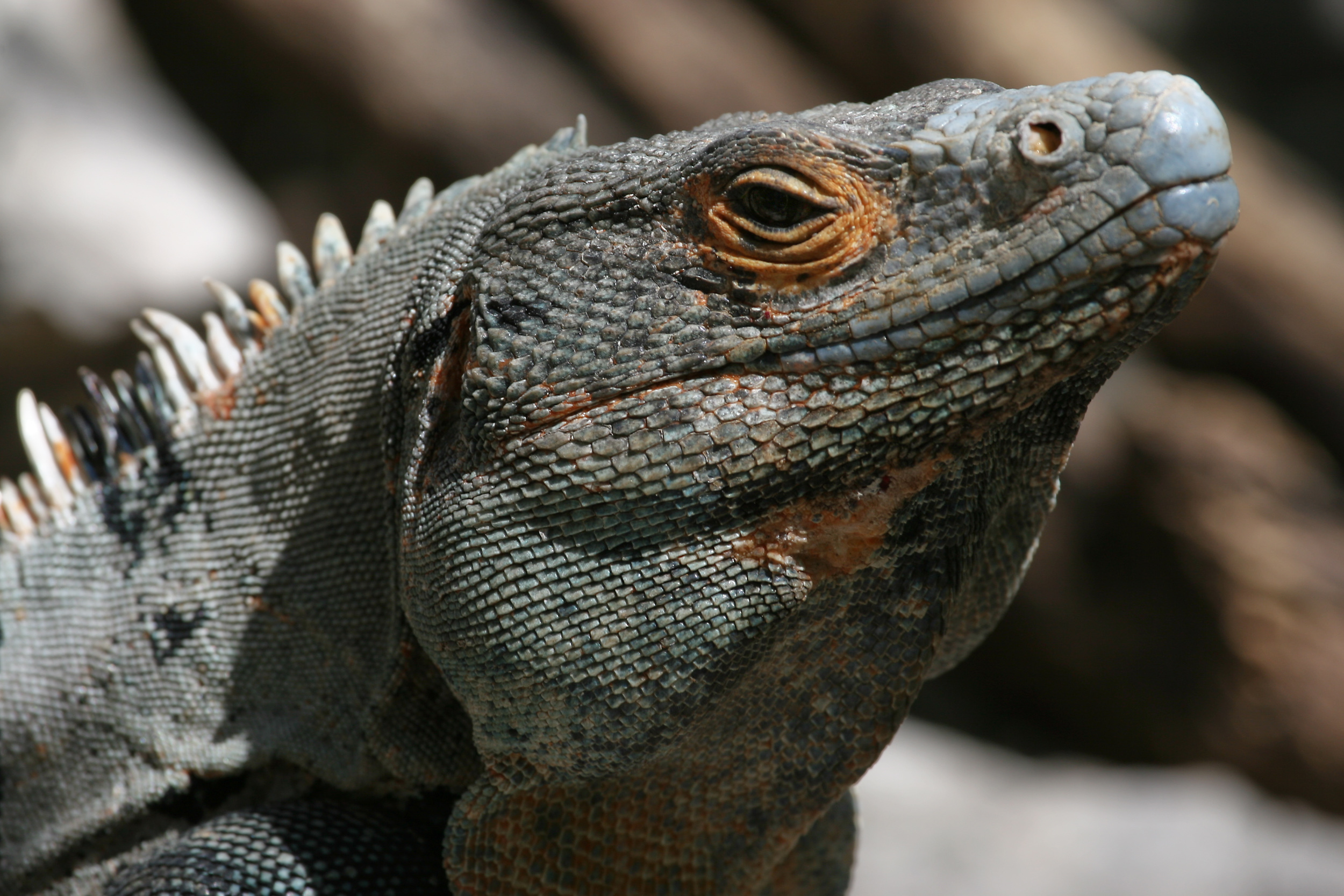
Cabeza de un macho aulto, Parque Nacional de Barra Honda, Costa Rica (16 de febrero de 2007).
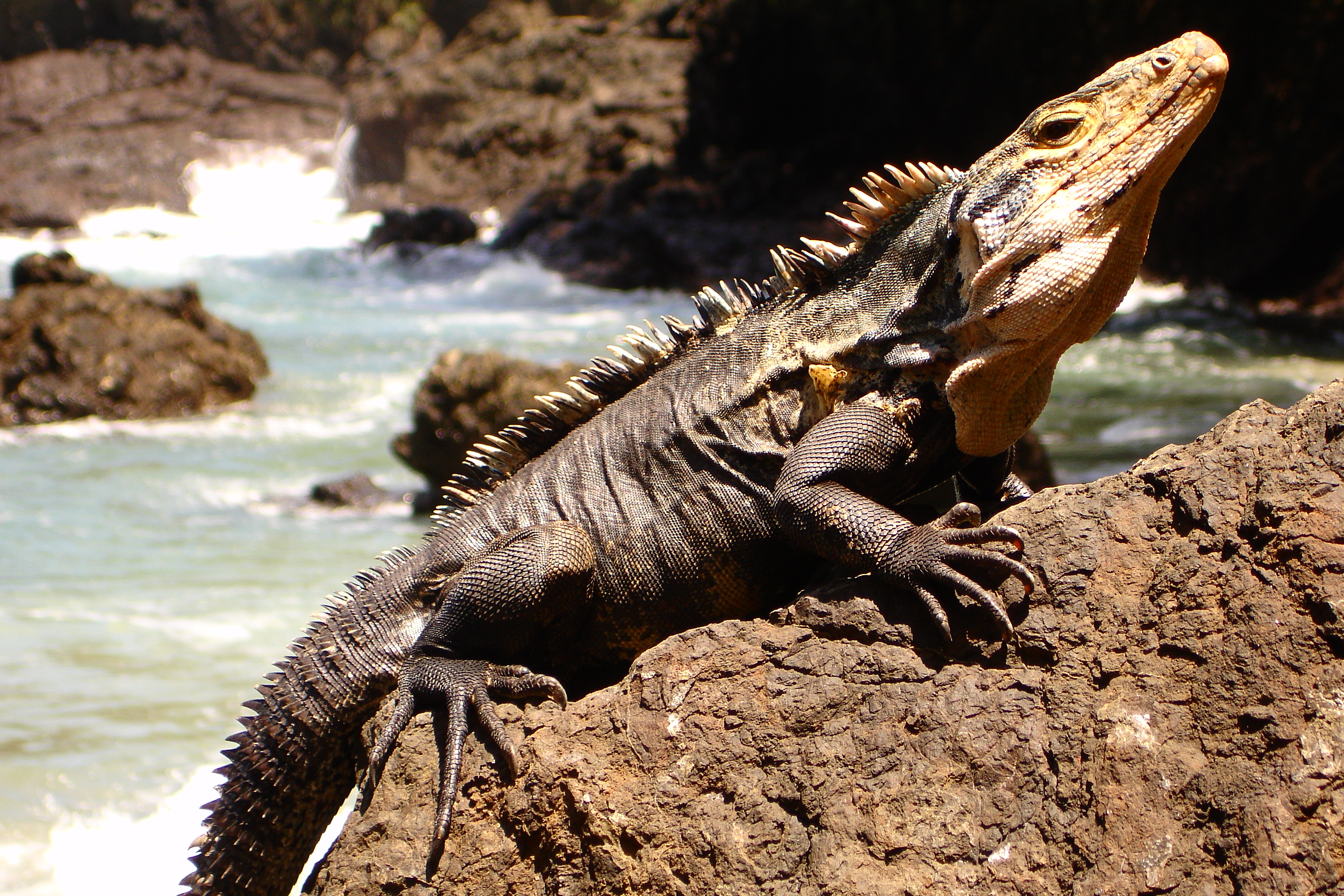
Un macho adulto en Costa Rica.
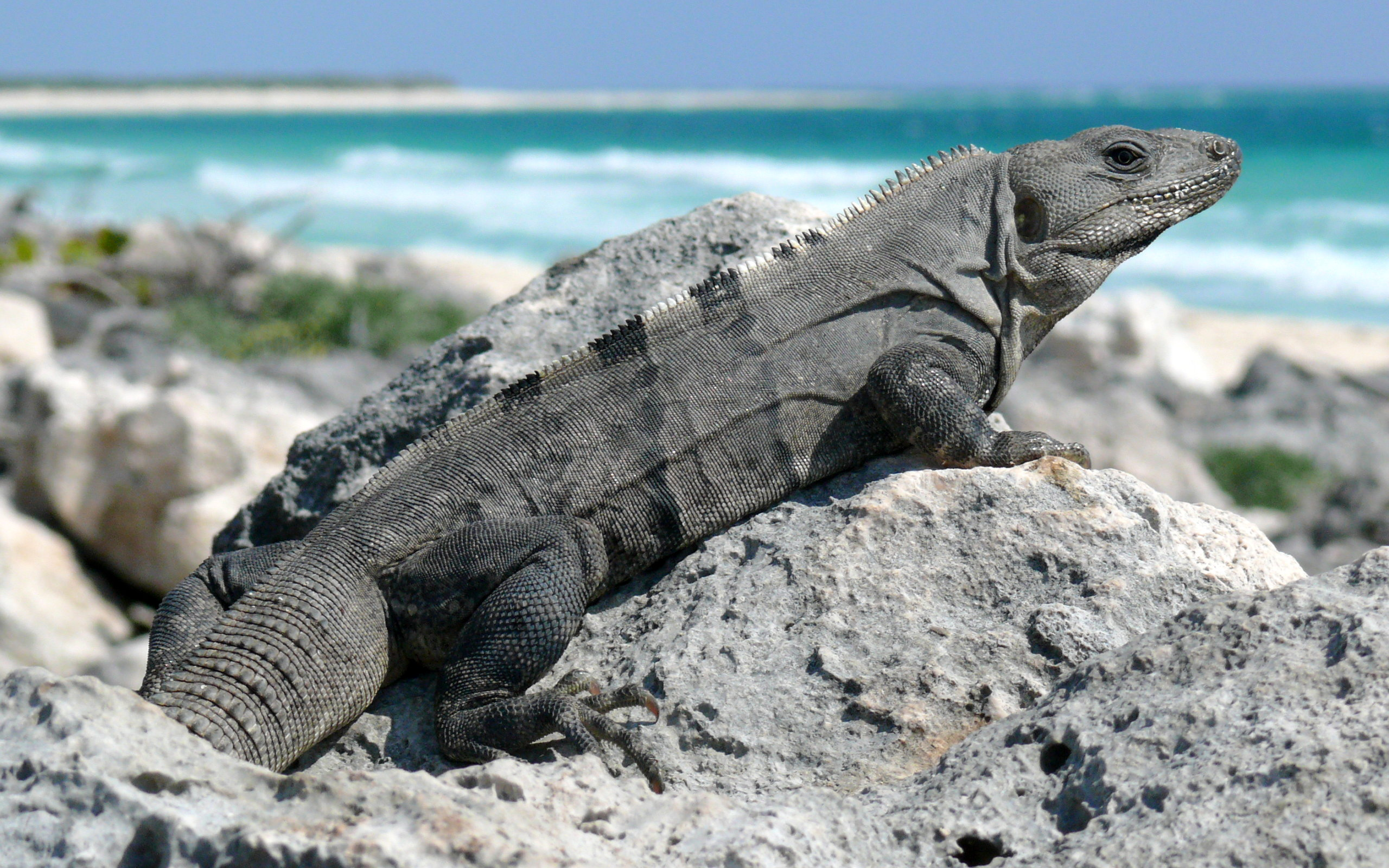
Una hembra en la isla de Cozumel en Quintana Roo, México (2 de febrero de 2008)
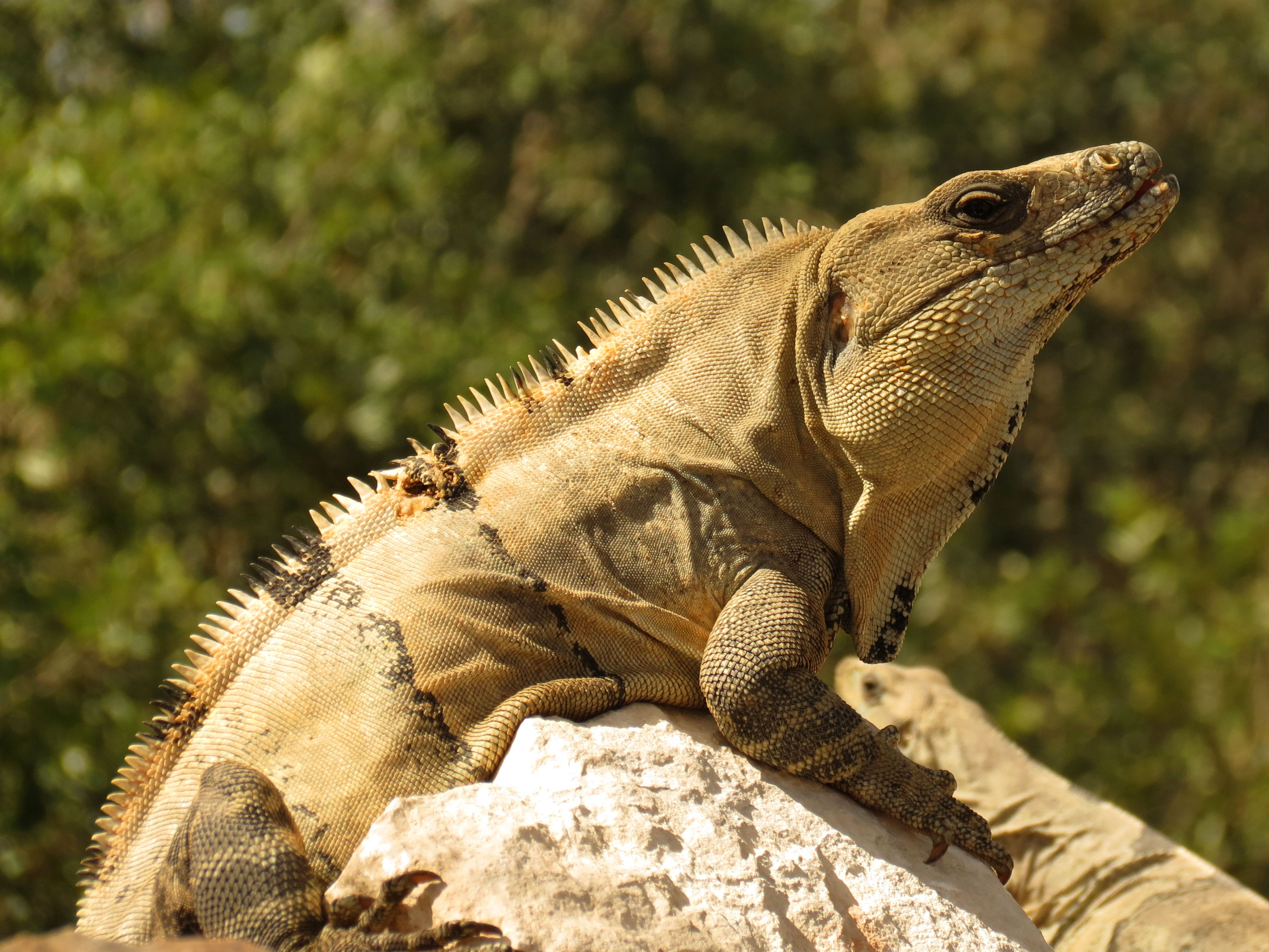
Un macho en Uxmal, Yucatán, México (11 de febrero de 2015).
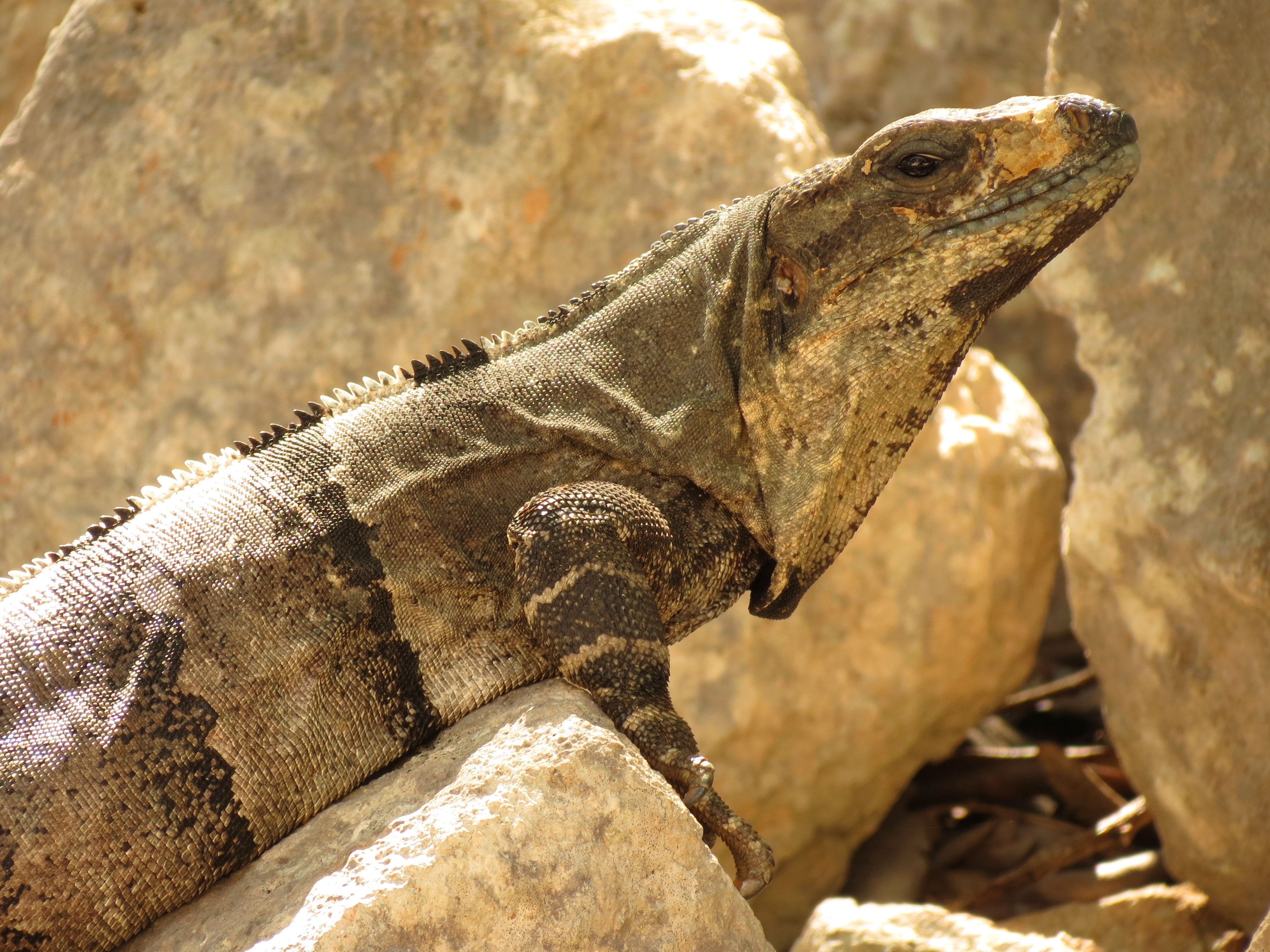
Una hembra en Uxmal, Yucatán, México (11 de febrero de 2015).
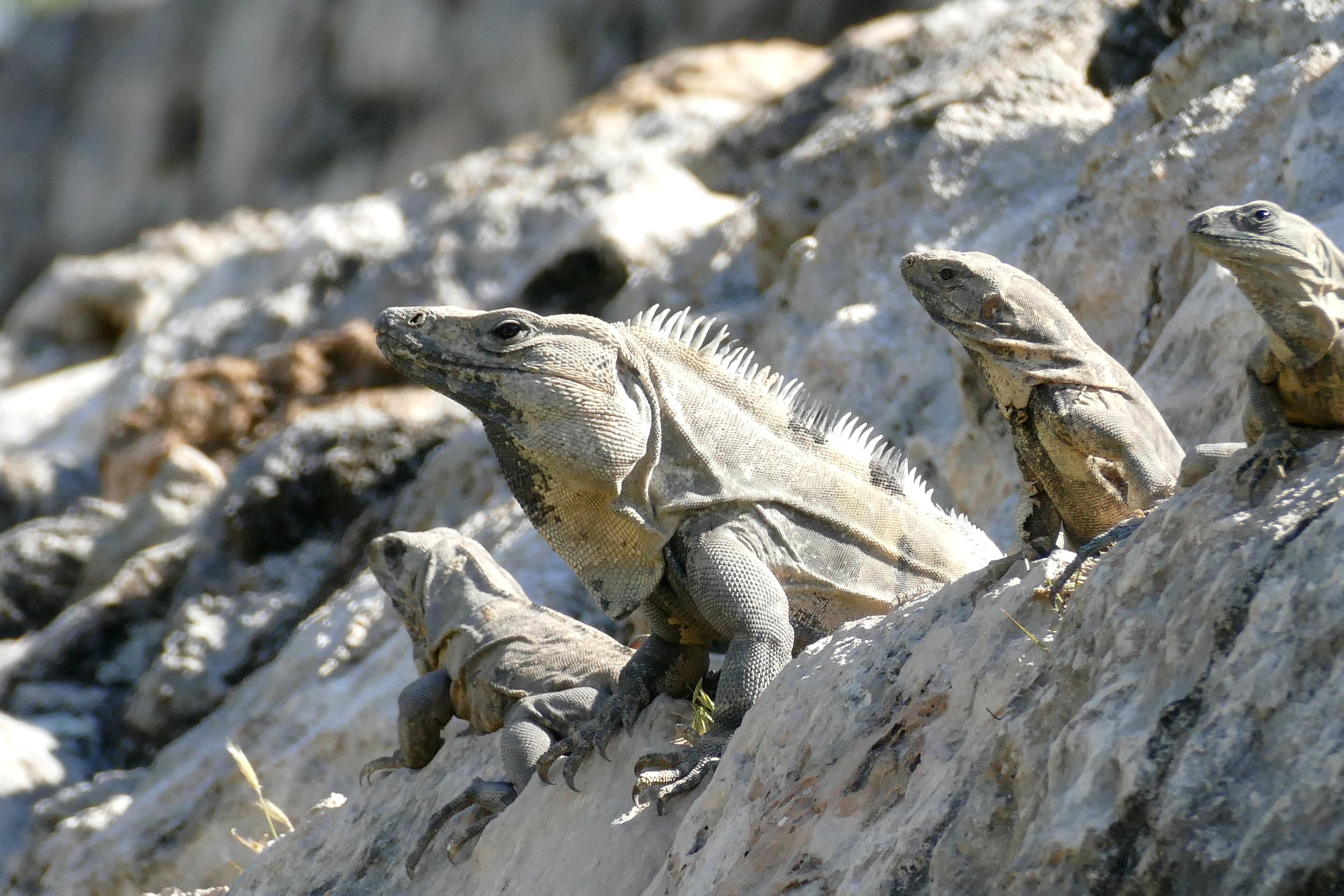
Un gran macho acompañando de 3 pequeñas hembras, Edzna, Campeche, México.
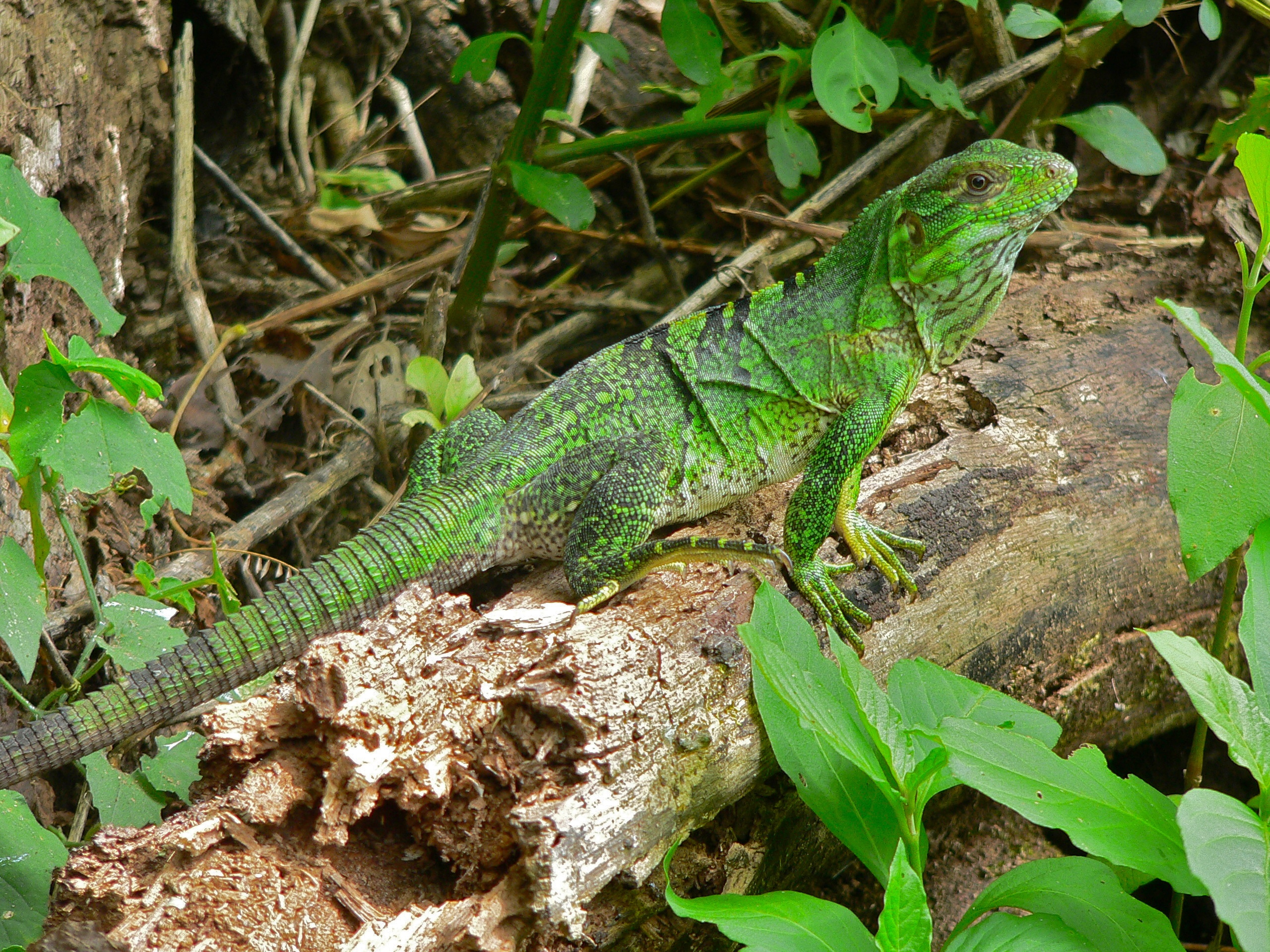
Los juveniles son típicamente color verde y se vuelven de color gris y negro con el tiempo, Parque Nacional de Santa Rosa, Costa Rica (7 de octubre de 2006).
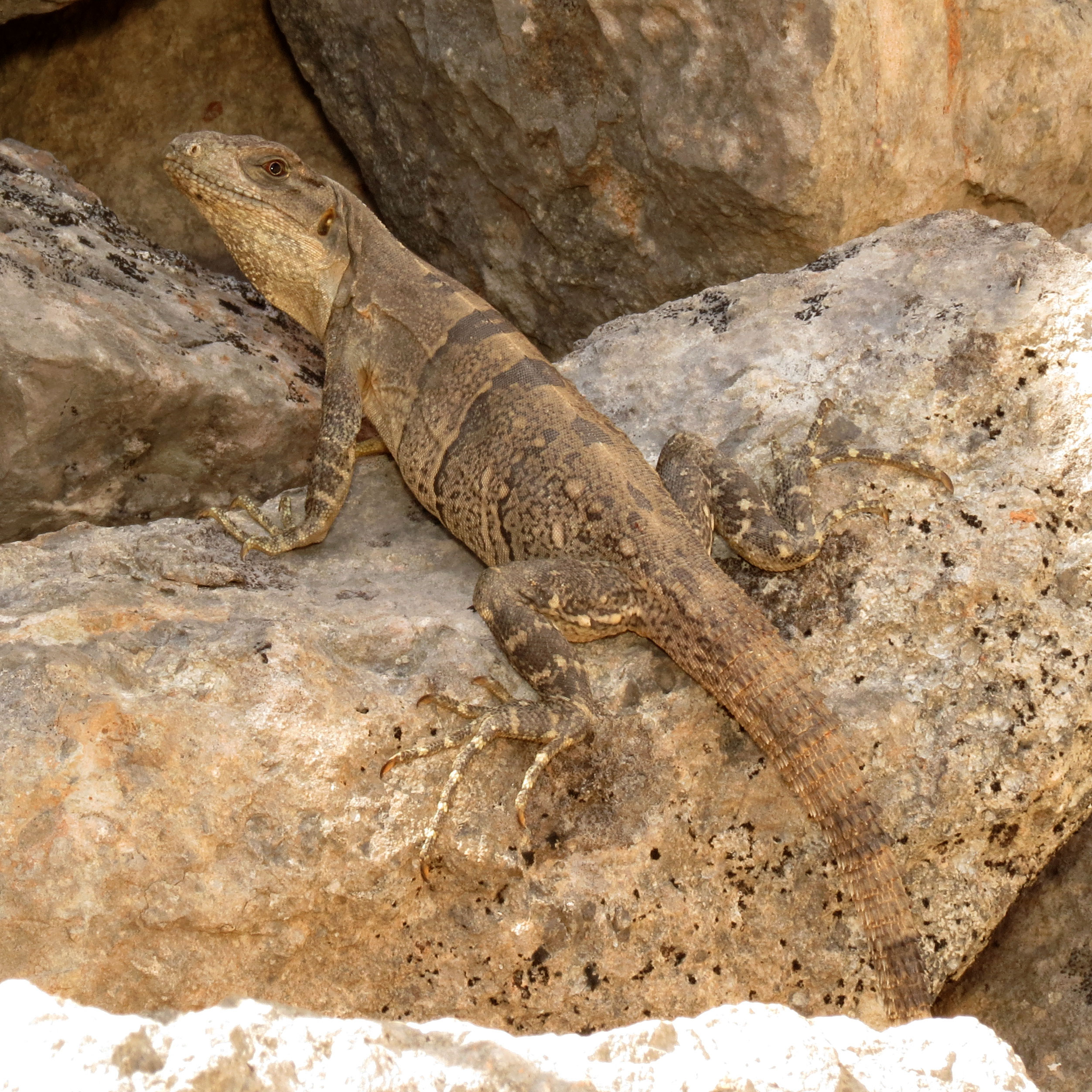
Hembra sub-aldulta en Uxmal, Yucatán, México (11 de febrero de 2015)
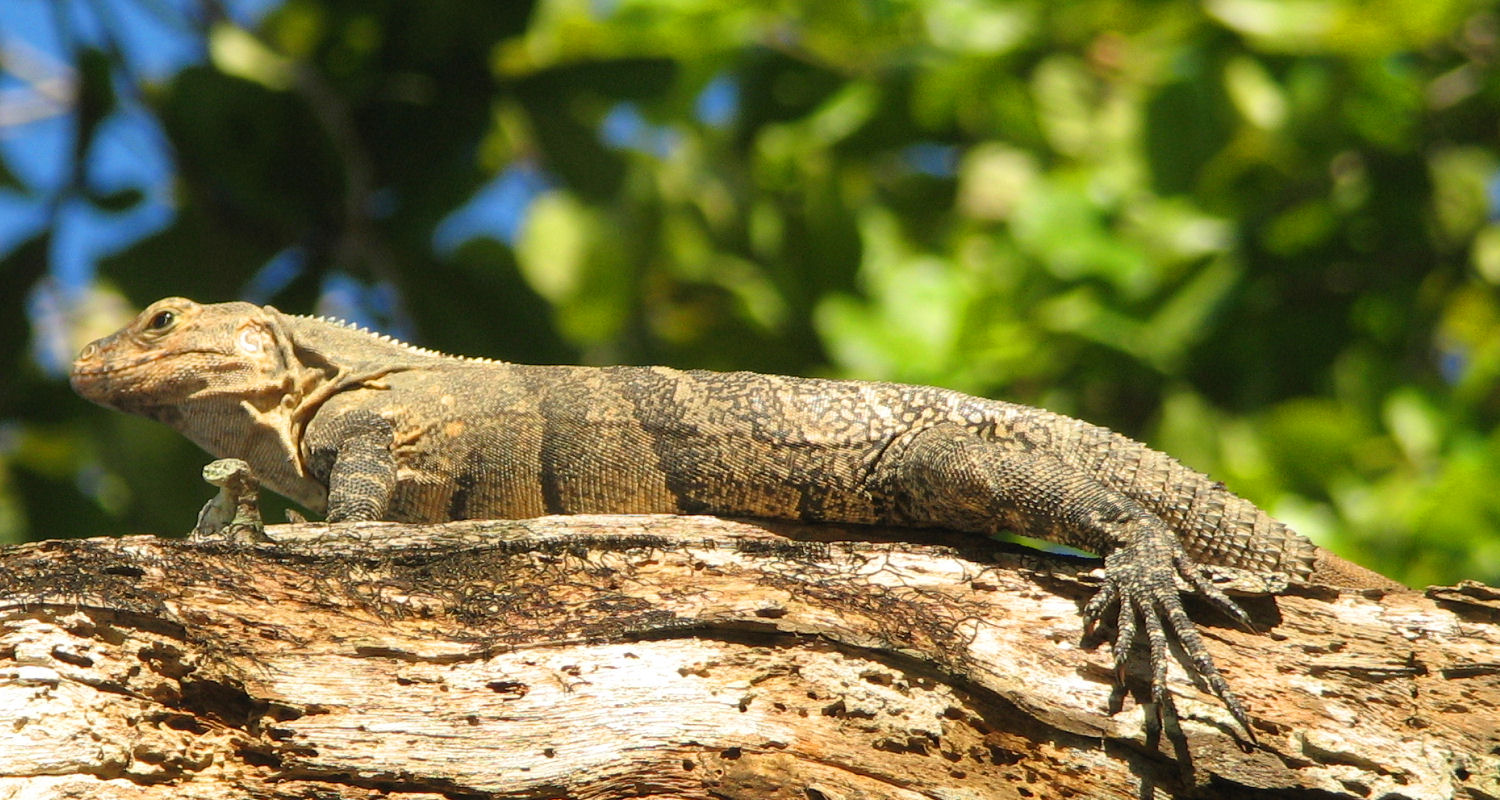
Un ejemplar en un árbol, Parque Nacional de Manuel Antonio, Costa Rica.
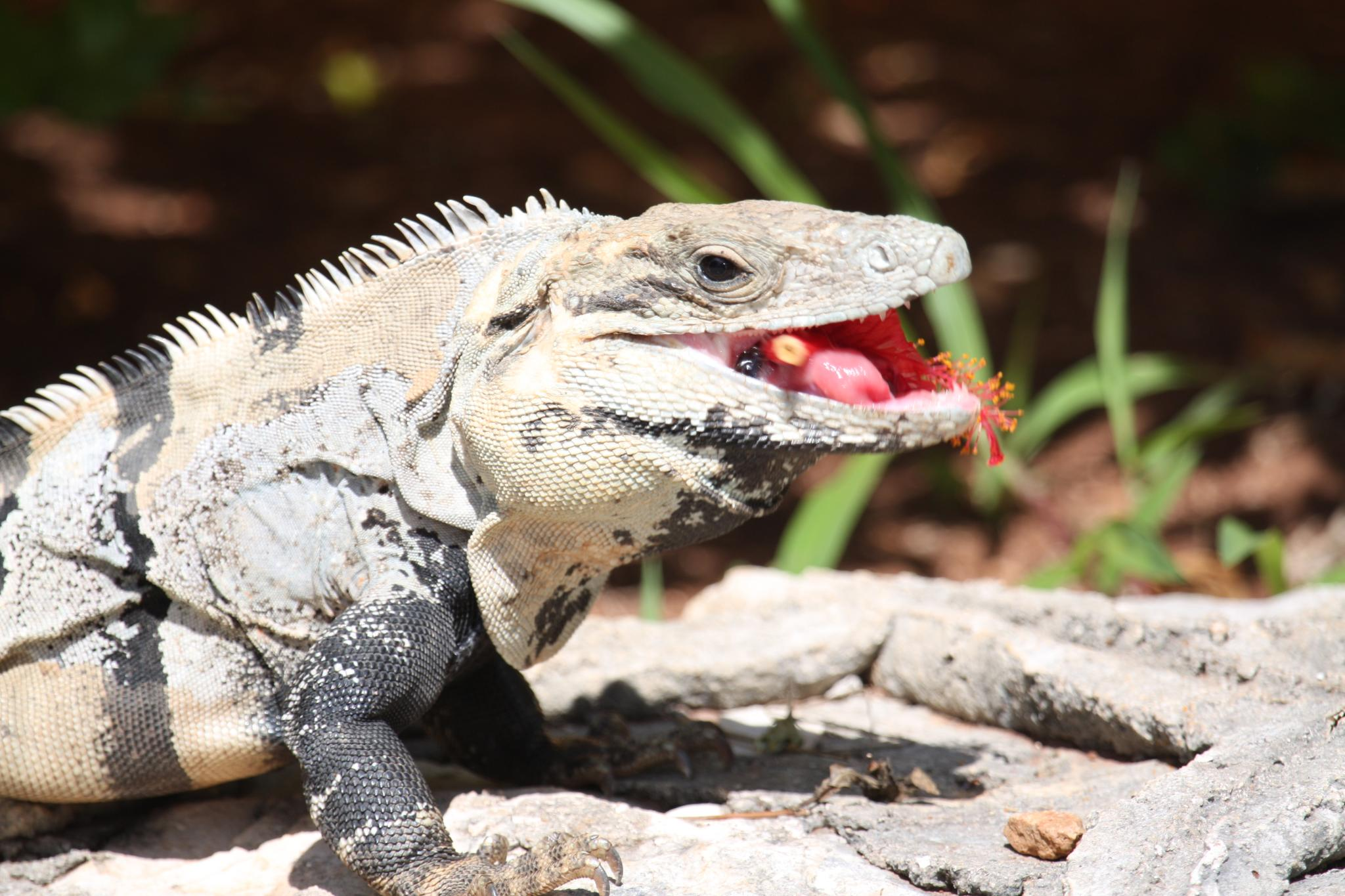
Un macho comiendo una flor en el sur de México (16 de febrero de 2000)
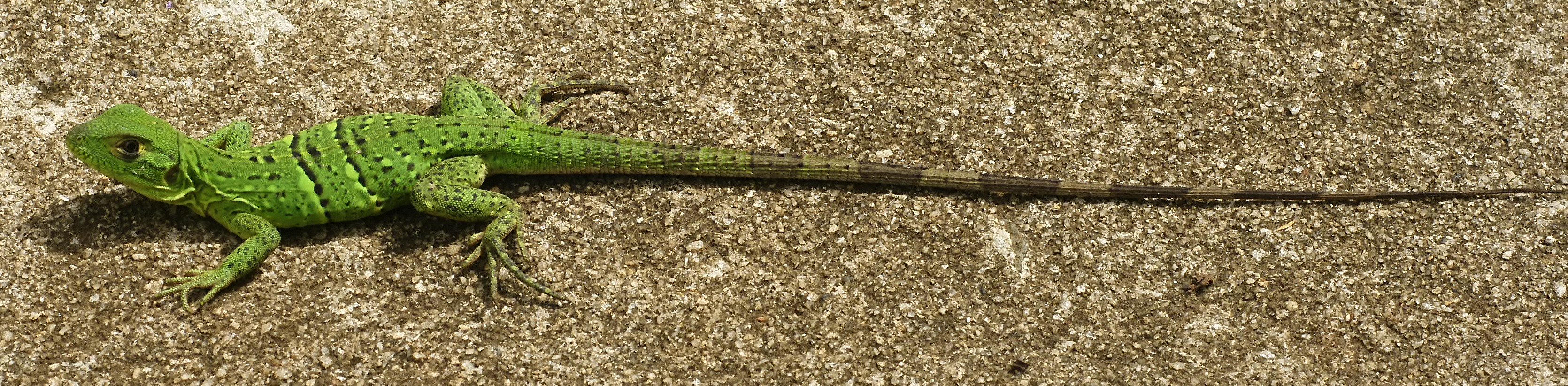
Un juvenil en Rincon de la Vieja, Costa Rica (4 de agosto de 2009)
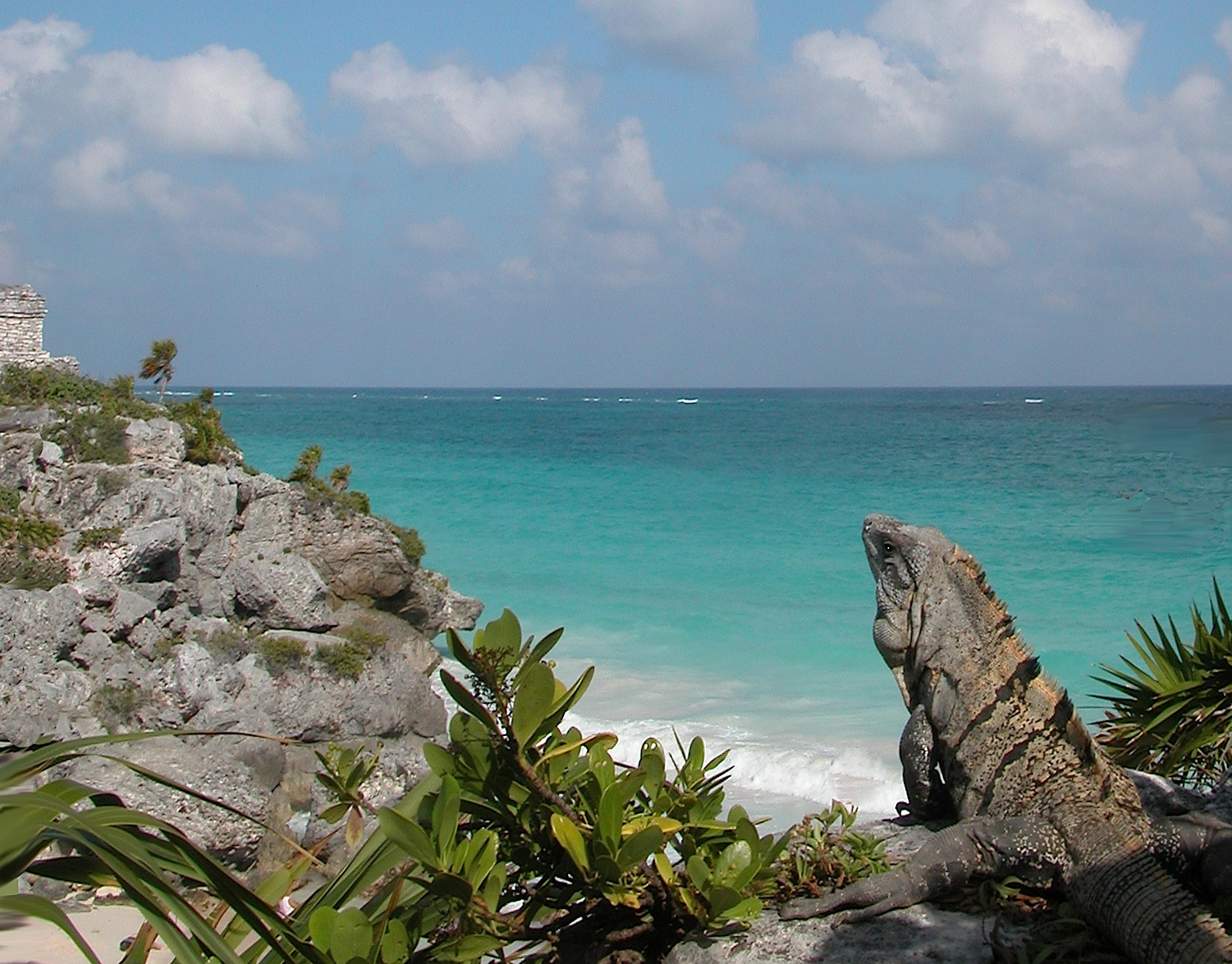
Un ejemplar en Tulum, Quintana Roo, México
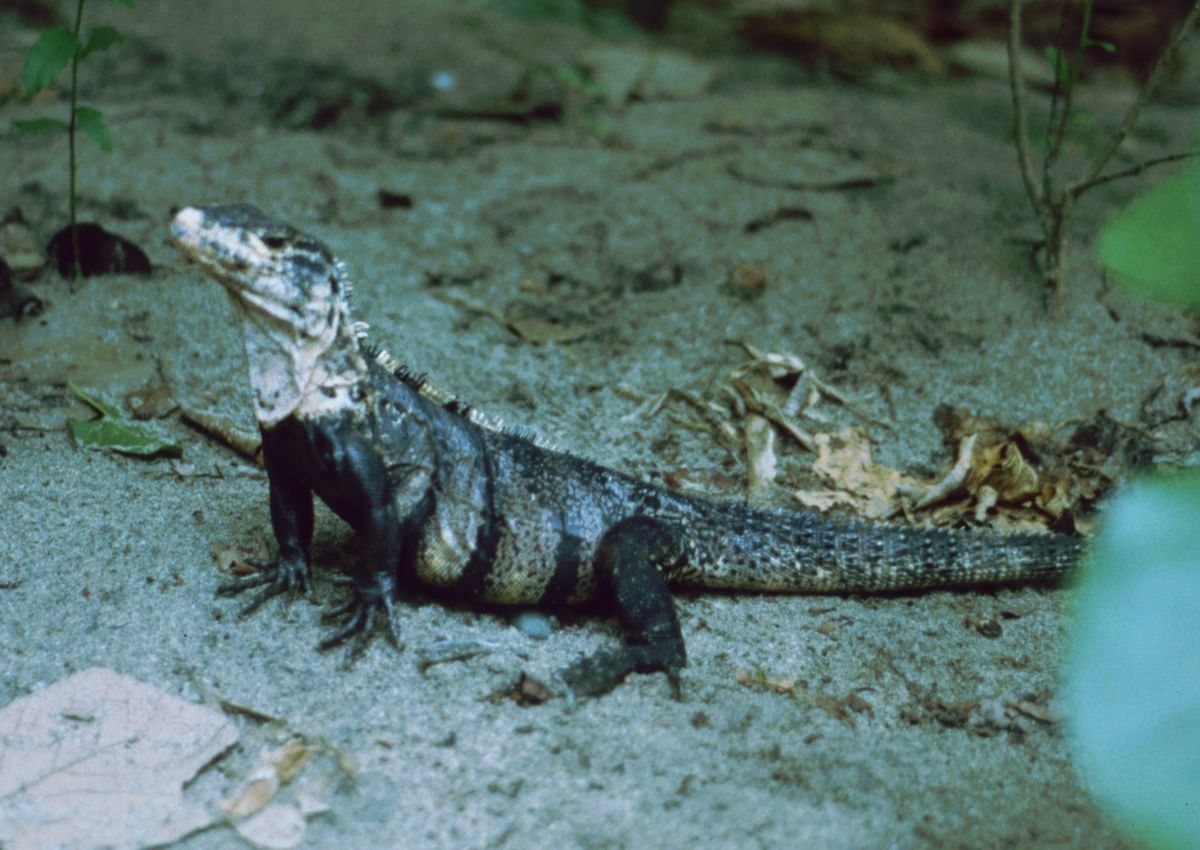
Un sub-adulto.
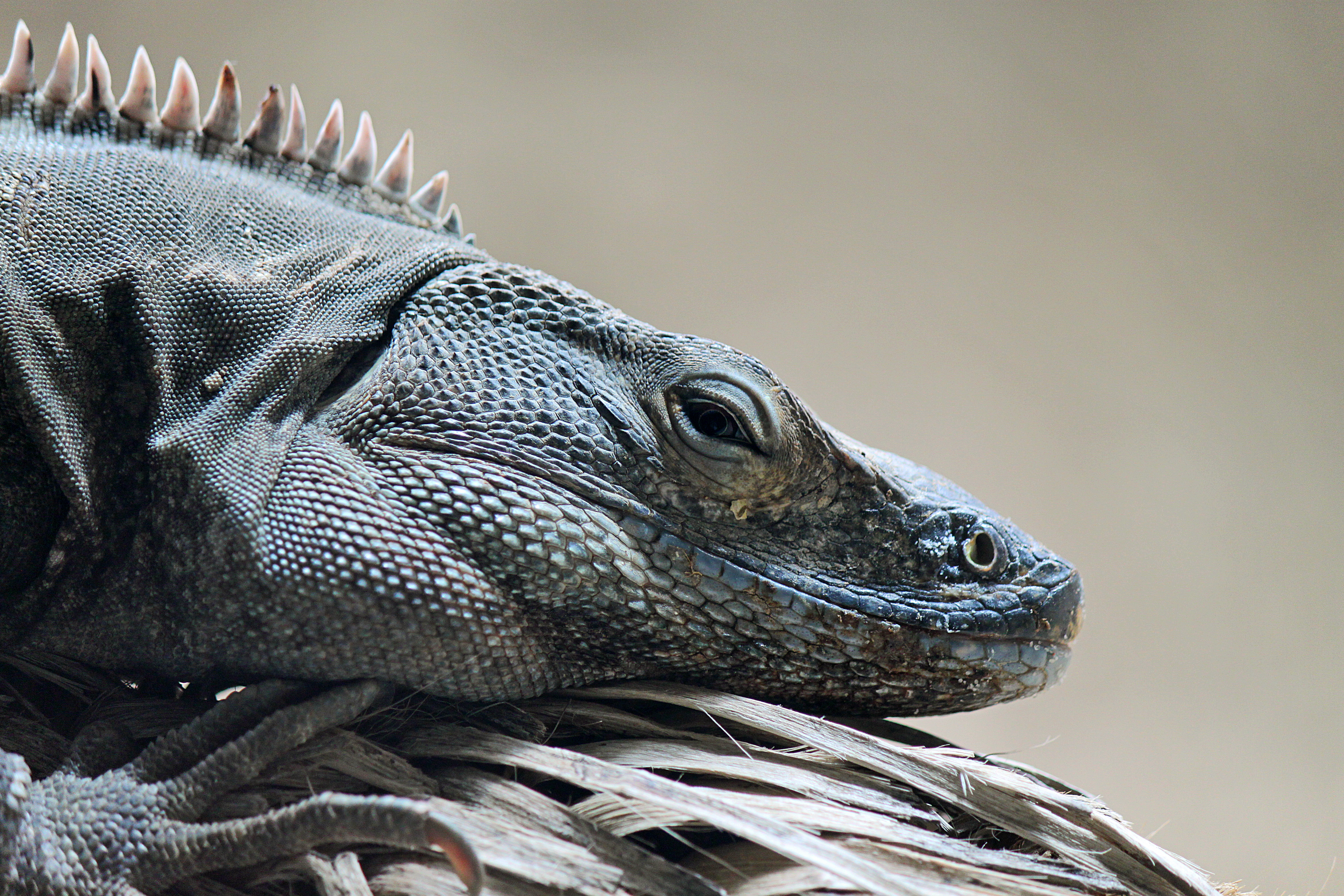
La cabeza de un ejemplar, Jardín Zoológico de Berlín, Alemania.
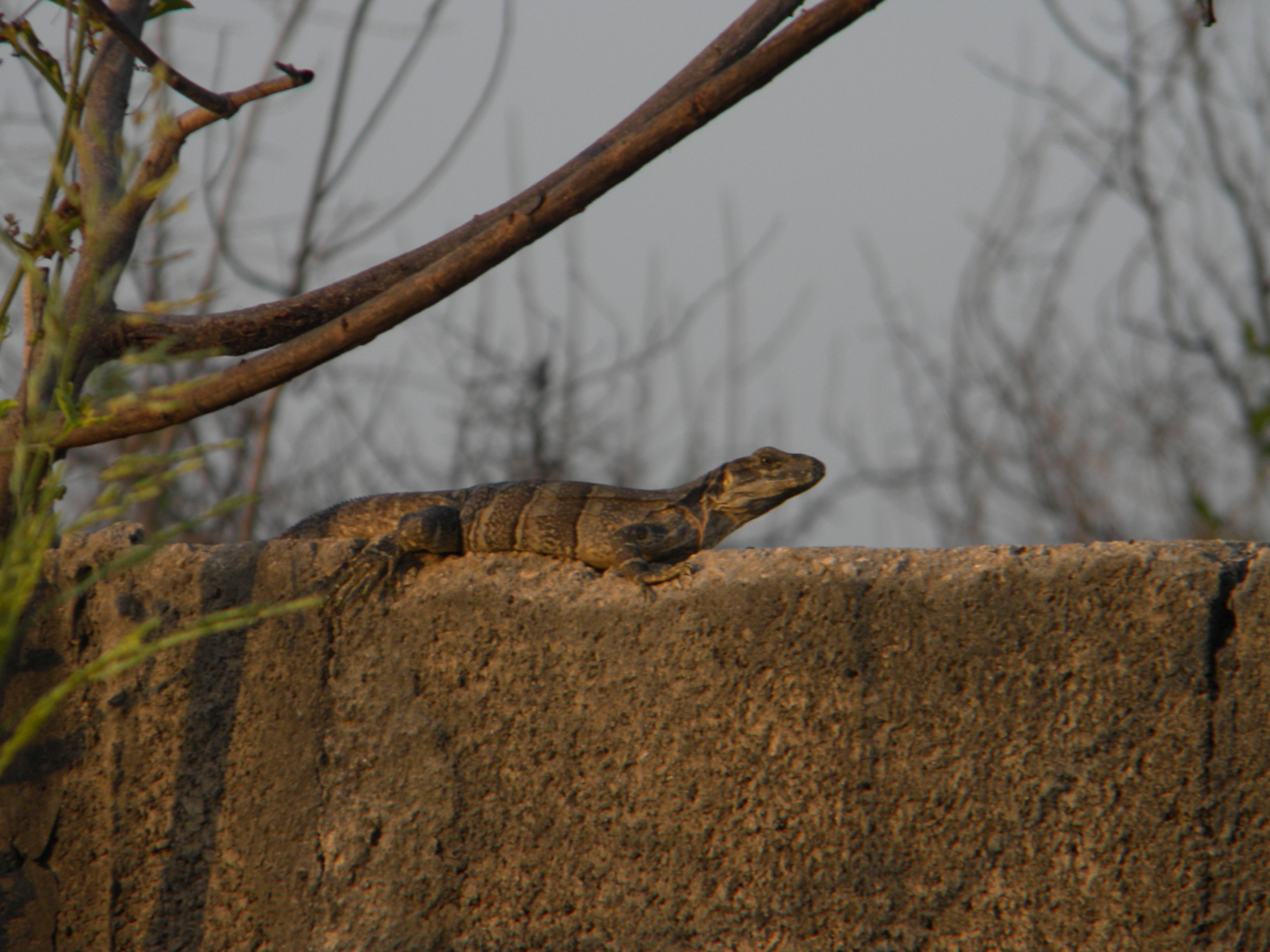
Una hembra en un muro.
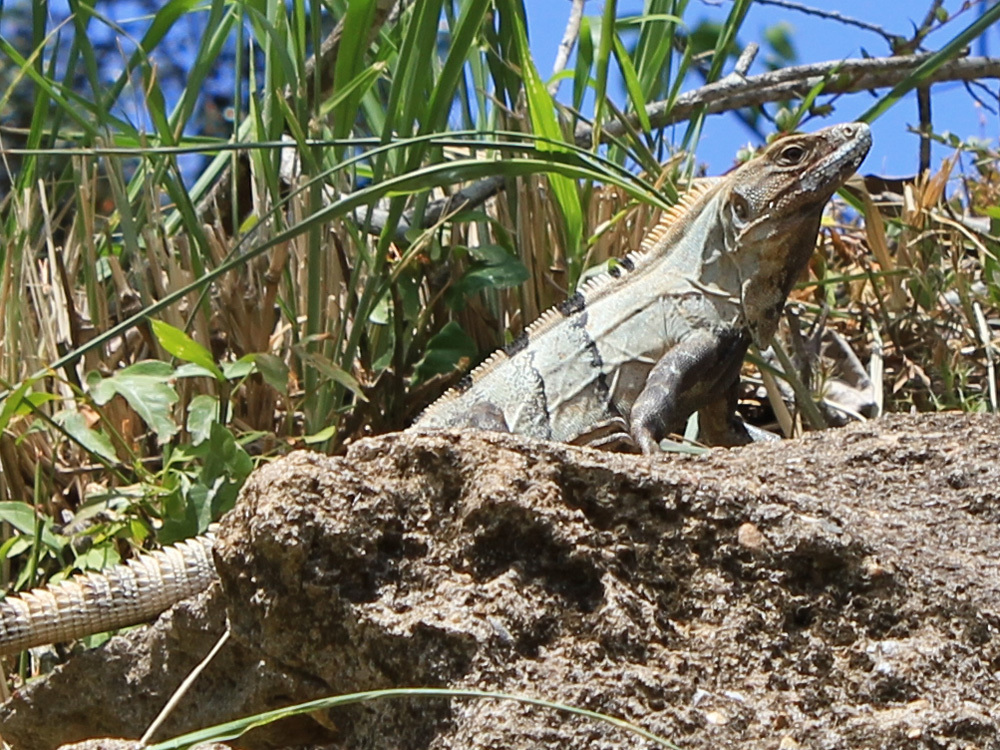
Un macho en San Ignacio, Belice (12 de abril de 2014).
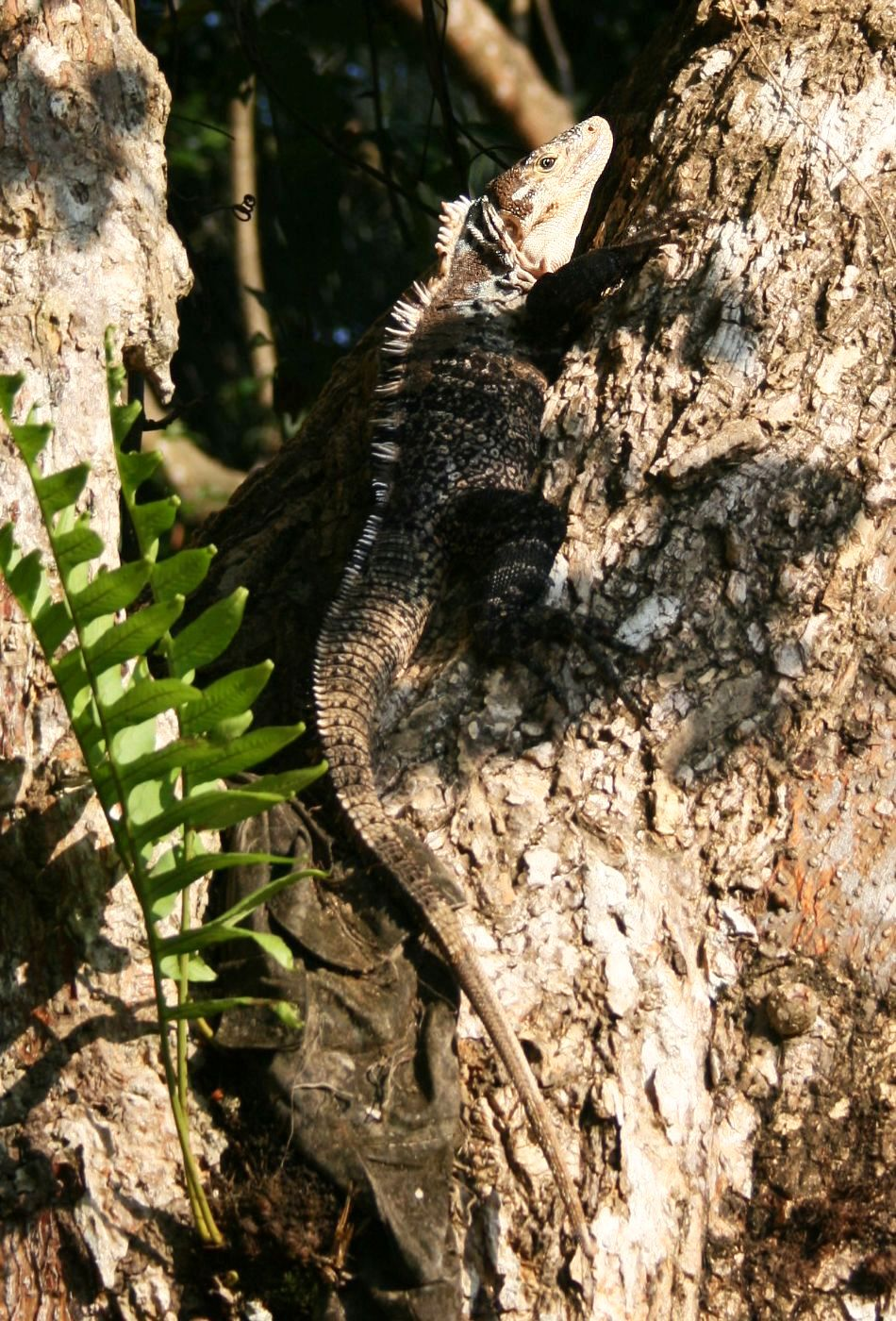
Un macho en Costa Rica (Provincia de Puntarenas, Hacienda Barú NW Dominical).
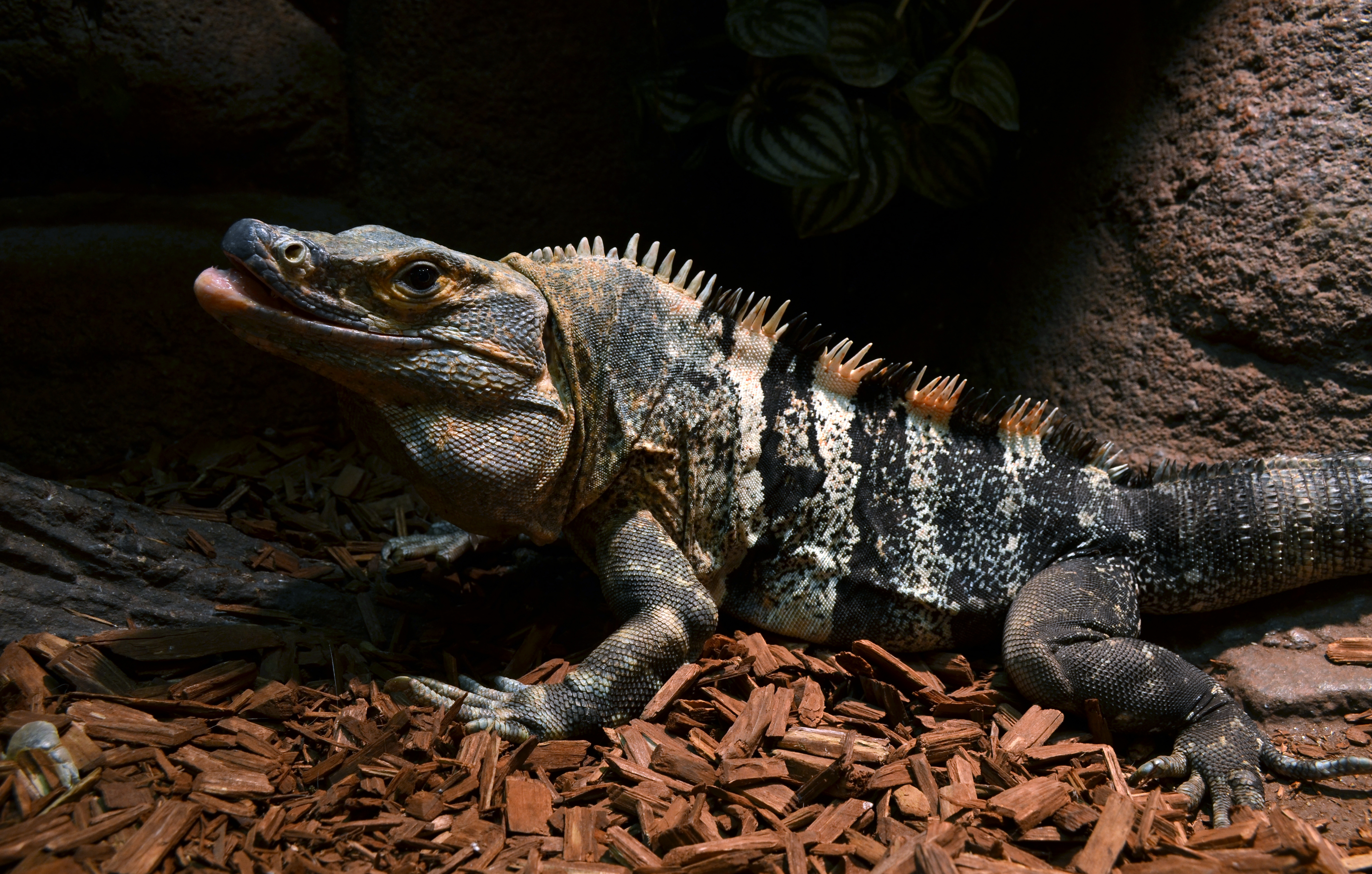
Un macho adulto.
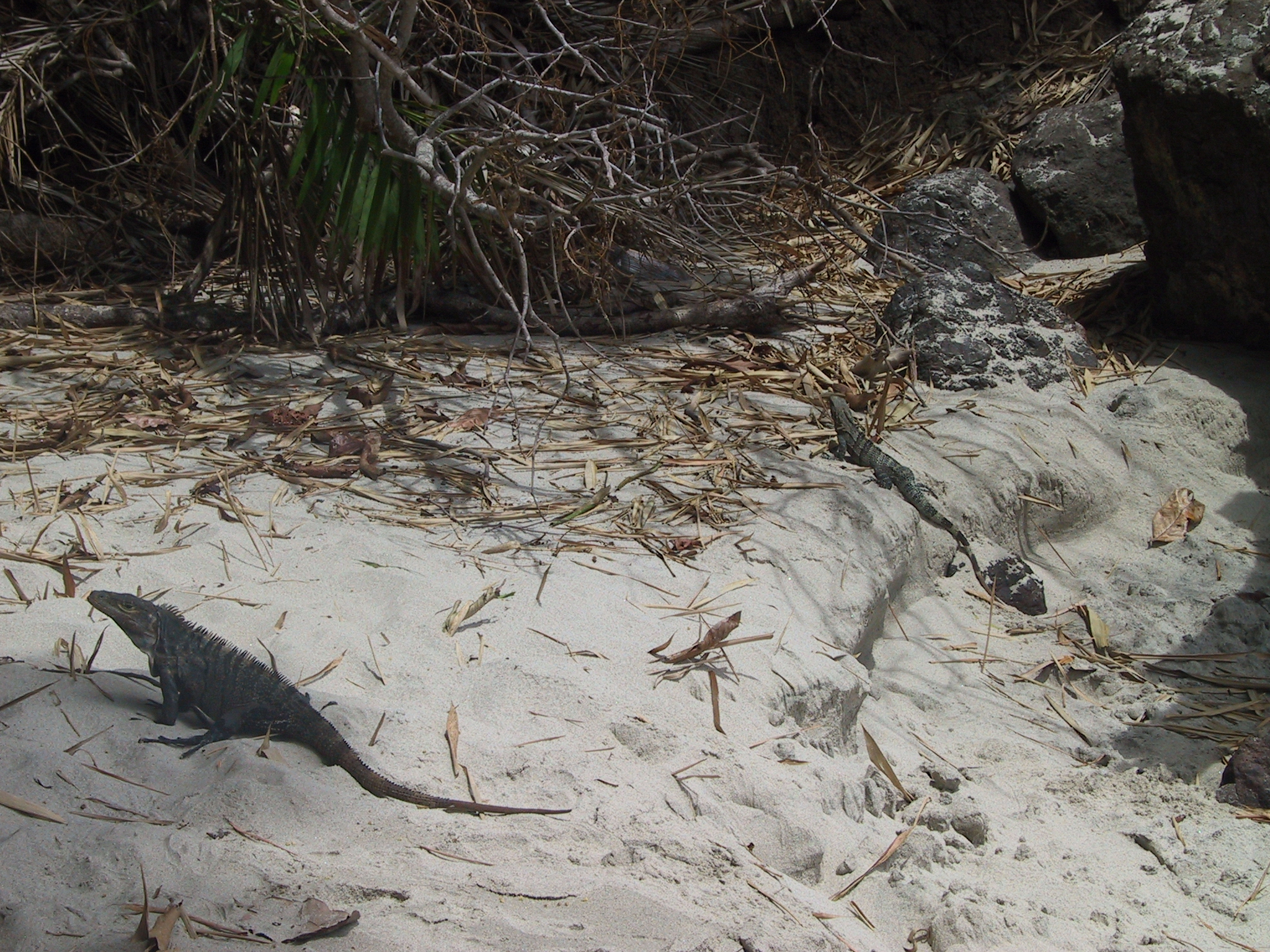
2 sub-adultos en la costa del Pacífico en Costa Rica.
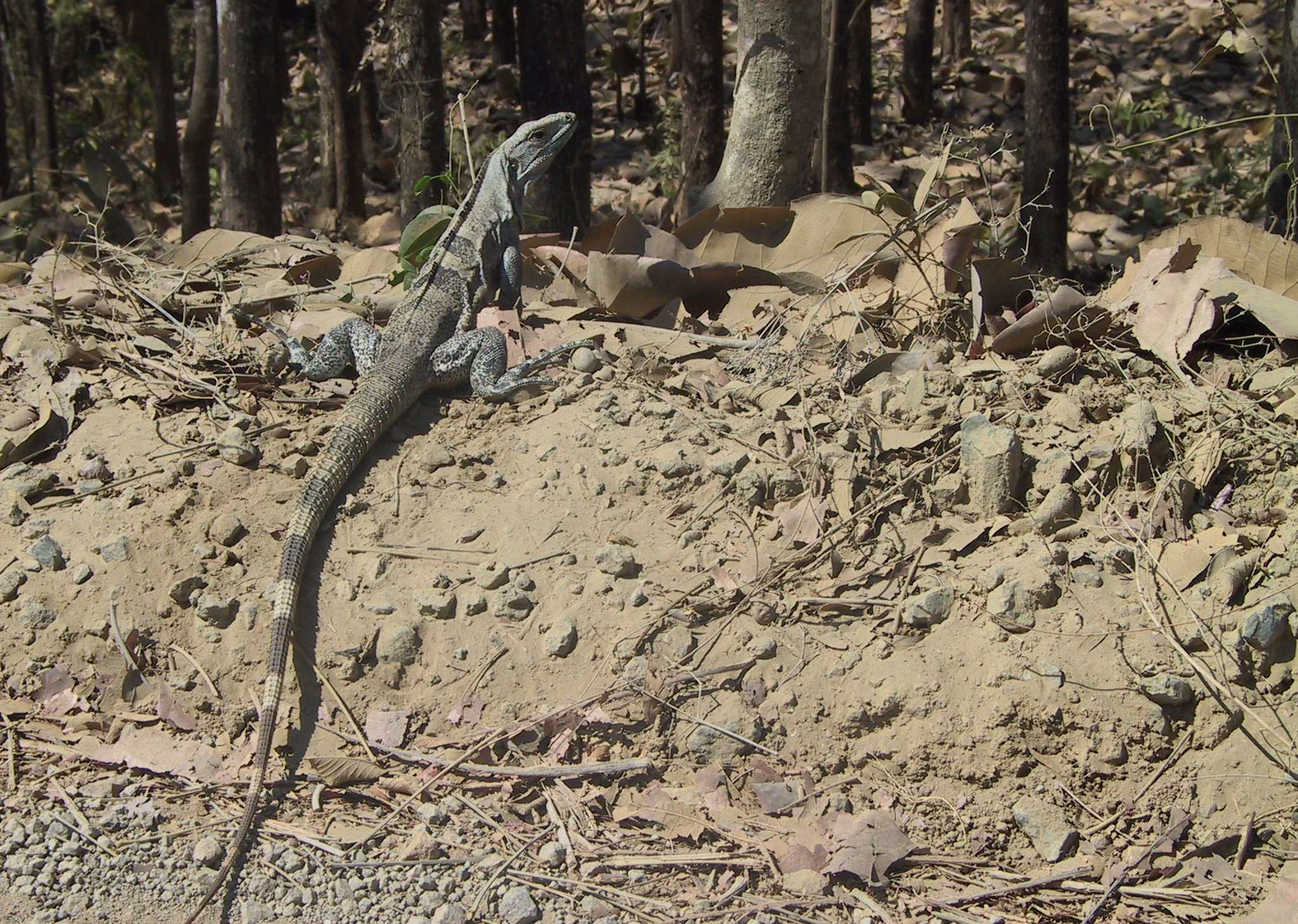
Un sub-adulto en la reserva natural de  Cabo blanco, Costa Rica.
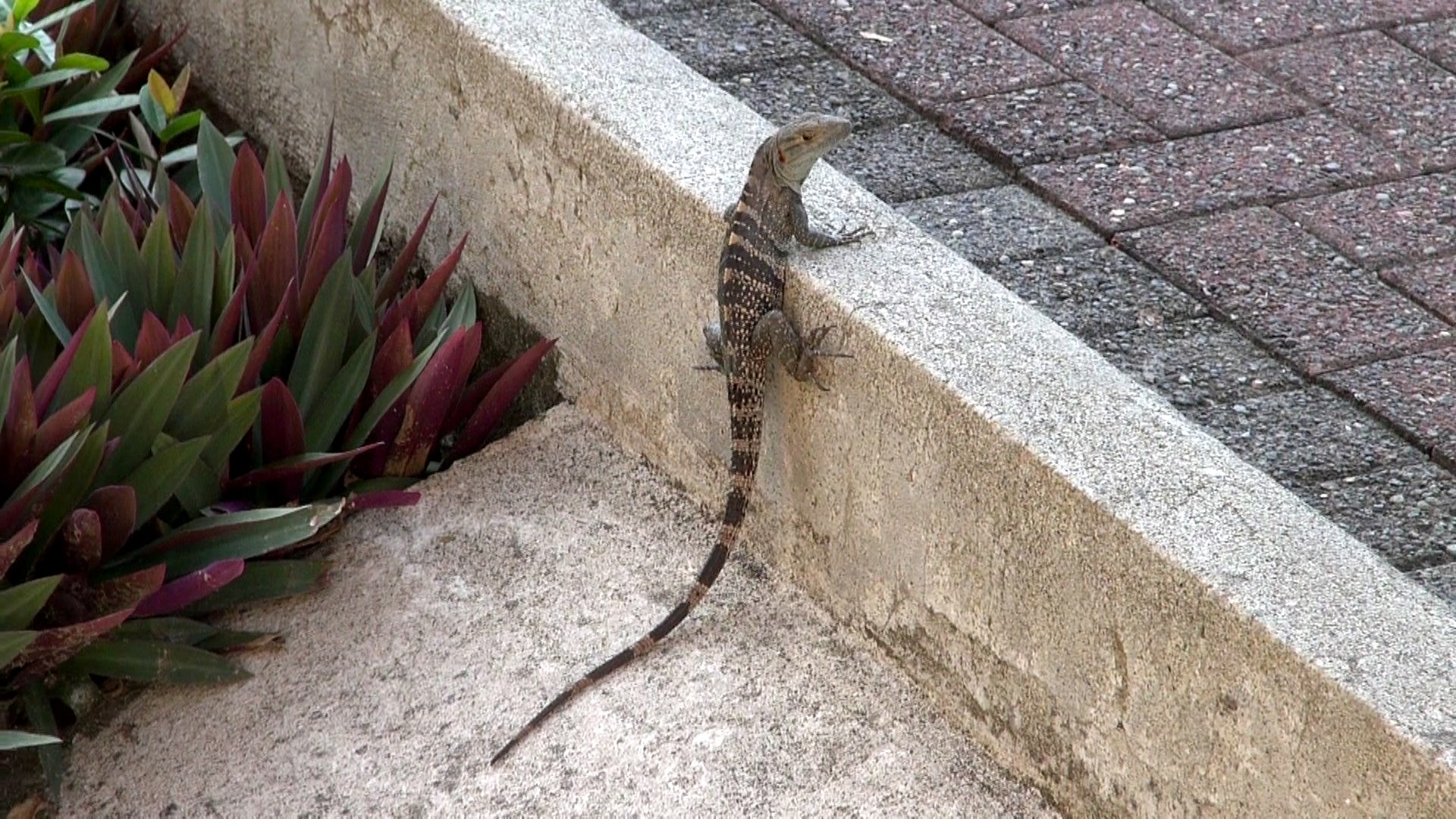
Una hembra en Costa Rica.